# Anaxipha ruficeps
Anaxipha ruficeps är en insektsart som beskrevs av Lucien Chopard 1956. Anaxipha ruficeps ingår i släktet Anaxipha och familjen syrsor. Inga underarter finns listade i Catalogue of Life.